# Eva Klotz

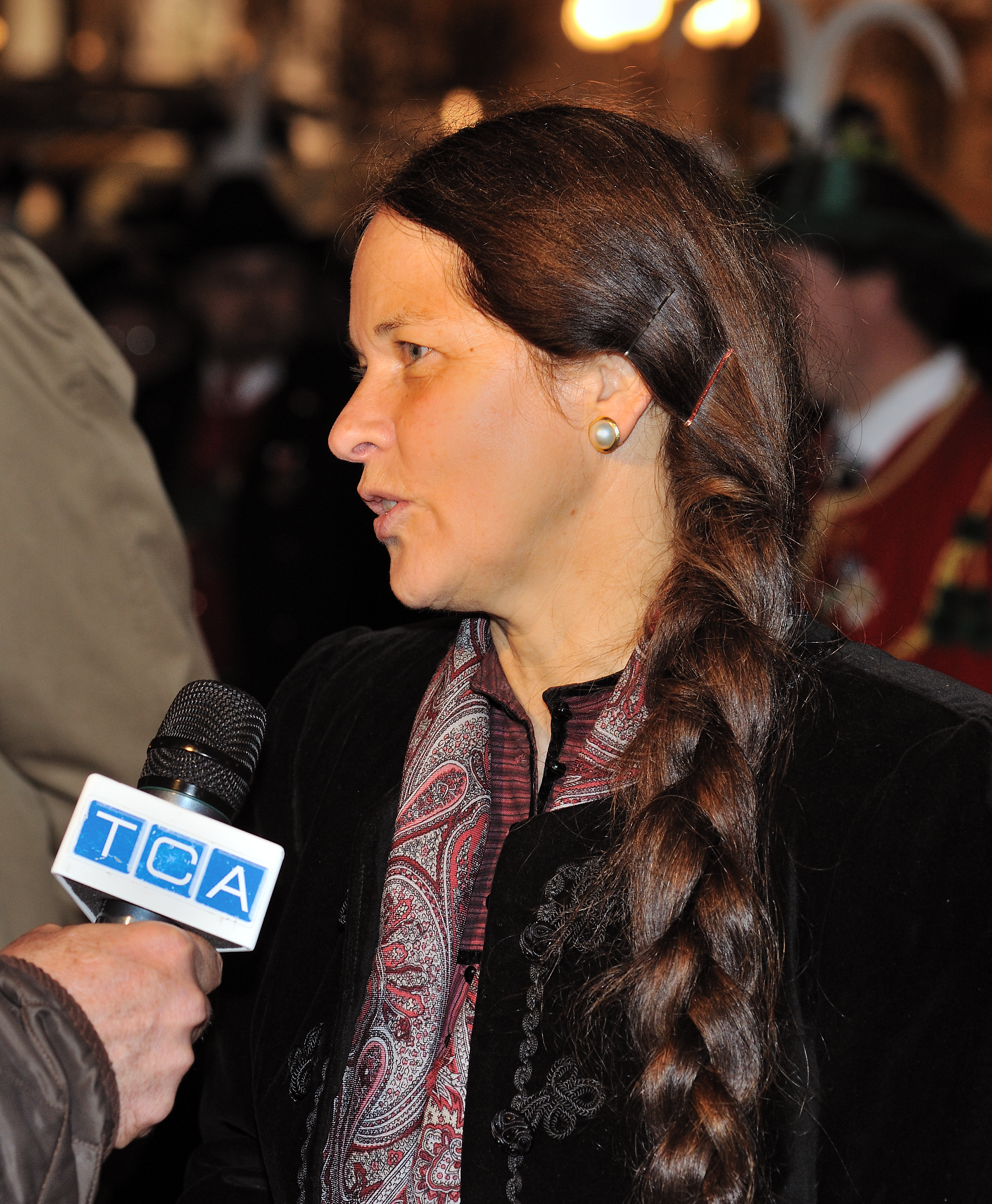
Eva Klotz bei der Schützen-Demonstration in Bozen am 8. November 2008

Eva Klotz (* 4. Juni 1951 in Walten, Gemeinde St. Leonhard in Passeier, Südtirol, Italien) ist eine Politikerin der Süd-Tiroler Freiheit. Ihr politisches Ziel besteht in der Abhaltung eines Referendums über die Zugehörigkeit Südtirols zu Italien, welche Klotz entschieden ablehnt.

## Leben
Klotz wuchs als ältestes von sechs Kindern von Georg Klotz (Jörg Klotz) in Passeier auf. Sie besuchte die Lehrerbildungsanstalt und absolvierte anschließend an der Universität Innsbruck ein Studium der Geschichte, Volkskunde und Philosophie. Im Jahre 1974 promovierte sie mit einer Dissertation über die Geschichte des Hochstiftes Brixen. In der Folge erwarb sie die Lehrbefähigung für Südtiroler Oberschulen in den literarischen Fächern (Deutsch, Geschichte, Geographie und Latein). Als Lehrerin war sie von 1975 bis zu ihrer Wahl in den Südtiroler Landtag 1983 an verschiedenen Südtiroler Oberschulen tätig.
Klotz bewarb sich als parteilose Kandidatin 1980 erfolgreich auf der Liste der Südtiroler Volkspartei für den Bozner Gemeinderat, dem sie bis 1983 angehörte. Sie saß von 1983 bis 1989 für den Südtiroler Heimatbund sowie von 1989 bis 2007 für die Union für Südtirol im Südtiroler Landtag und damit gleichzeitig im Regionalrat Trentino-Südtirol. 2007 spaltete sich die Süd-Tiroler Freiheit – Freies Bündnis für Tirol unter der Führung von Eva Klotz von der Union ab. Bei der Landtagswahl 2008 wurde sie mit insgesamt 9.914 Vorzugsstimmen zum sechsten Mal wiedergewählt, bei der Landtagswahl 2013 mit 13.036 Vorzugsstimmen zum siebten Mal. Am 2. Dezember 2014 legte Klotz aus familiären Gründen ihr Landtagsmandat nieder und wurde durch Myriam Atz Tammerle ersetzt.
Eva Klotz lebt in Bozen. Sie war bis zu dessen Tod am 22. Dezember 2019 mit Hans Bachmann verheiratet. Ihre Nichte Gudrun Kofler wurde im Oktober 2022 Abgeordnete zum Tiroler Landtag.

## Publikationen
- Georg Klotz: Freiheitskämpfer für die Einheit Tirols. Eine Biographie. Effekt!Buch, 4. Auflage, Neumarkt an der Etsch  2010, ISBN 978-8-8904054-8-8.

italienisch: Georg Klotz: una vita per l'unità del Tirolo. Effekt! Buch, Neumarkt 2012, ISBN 978-88-9705-311-8